# Diario Equipo
Diario Equipo fue un diario deportivo aragonés fundado y dirigido inicialmente por Manuel de Miguel. Salió a la calle en 1993 con una periodicidad bisemanal.
En noviembre de 1997 se incorporó al Grupo Zeta y el 13 de septiembre de 1998 inició una nueva etapa convirtiéndose en el único diario regional deportivo de Aragón. Gracias al apoyo y los soportes técnicos del Grupo Zeta pudo ofrecer un diseño más moderno y ágil.
El diario informaba de  todo el deporte aragonés, con especial atención al fútbol, y al Real Zaragoza, pero destacó especialmente por la gran labor de difusión que hizo del deporte base y especialidades minoritarias. Celebraba además una fiesta anual en la que se premiaba a los mejores deportistas de Aragón.
En junio de 2006 su director, Manuel de Miguel, dejó el puesto para ocupar el cargo de Director de Comunicación del Real Zaragoza. Le sustituyó Javier Lafuente y en 2009 fue nombrado Fernando Ornat como su tercer y último director.
El 26 de octubre de 2009 salió a la venta su último ejemplar.